# كلمات عربية من أصل سنسكريتي

## ب
برهمن ब्राह्मण
بوذا बुद्ध
- بودا بالدال هو اللفظ الصواب، فاللفظة السنسكريتية تلفظ ‎[ˈbʊdːʱə]‏ (بُدَّه، بدھ بالأردوية وبودا بالفارسية)، وخطها بالذال خطأ سببه الوهم في نسخ لفظ Buddha المكتوب بالخط الرومي، فحرفا dh مجتمعين يمثلان صوت الذال ‎[ð]‏ في أنظمة رومنة العربية غير أنهما يمثلان صوت الدال السندية ‎[d̪ʱ]‏ في أنظمة رومنة السنسكريتية مثل نظام النسخ الهنتري والألفبائية الدولية للترجمة السنسكريتية. هذا الصوت يمثل في اللغة السندية بحرف دال بنقطين (ڌ — نحو سنڌي Sindhi) أما التاء السندية ‎[t̪ʰ]‏ فتمثل بتاء بأربع نقط (ٿ — نحو پوٿو potho ج. پوٿا potha وعربت فوطة ج. فوط على وزن بودة وهو تعريب فياسي أقرب للفظ الأصلي لكلمة بوذا).

## ج
جيب जीव
- كلمة جيب بياء لينة، عند علماء الرياضيات العرب، مشتقة مواءمة من لفظة جيب أو جيبة بمد الياء، وهذه معربة كلمة जीव ‎[ɟiːʋə]‏ «حياة» وترادف عند علماء الهندسة الهندوس كلمة ज्या ‎[ɟjɑː]‏ «وتر» بالسنسكريتية.

## س
سكر शर्करा
- عن الفارسية شكر، مثلما أبدلت شين لشكر سينا في لفظ عسكر.

- أ
- ب
- ت
- ث
- ج
- ح
- خ
- د
- ذ
- ر
- ز
- س
- ش
- ص
- ض
- ط
- ظ
- ع
- غ
- ف
- ق
- ك
- ل
- م
- ن
- هـ
- و
- ي